# Tyreomma muscinum
Tyreomma muscinum là một loài ruồi trong họ Tachinidae.